# Oxytropis scammaniana
Oxytropis scammaniana là một loài thực vật có hoa trong họ Đậu. Loài này được Hulten miêu tả khoa học đầu tiên.